# Plateau Caillou
Plateau Caillou est un lieu-dit de l'ouest de La Réunion constituant un quartier à part entière de la commune de Saint-Paul. Séparé du centre-ville par une paroi rocheuse d'environ 80 mètres de hauteur, il s'étend jusqu'à environ 300 mètres d'altitude en se confondant peu à peu avec Fleurimont, un autre lieu-dit situé plus haut sur la rive gauche de la ravine Bernica. Il forme une zone d'aménagement concerté.

## Historique

### Toponymie
La zone appelée autrefois Les Combavas a été rebaptisée Plateau Caillou, en hommage à un ancien propriétaire de l’endroit, Louis Caillou, chirurgien arrivé dans l'île en 1720 qui épousa Catherine Panon en 1721. Une de leurs filles, Augustine, disparue tragiquement dans le naufrage du Saint-Géran, inspira à l'écrivain Bernardin de Saint-Pierre le personnage de Virginie dans son roman Paul et Virginie.

### Zone d'aménagement concerté
L'urbanisation du site a démarré en 1975 avec une zone d'aménagement concerté en deux tranches, les ZAC Renaissance I et II, du nom d'une ancienne usine sucrière dite La Renaissance. La troisième tranche, initiée en 1990, et renommée ZAC des Tamarins, démarre en 2024, dans la savane de Plateau Caillou. 

## Équipements
Plateau Caillou dispose d'une mairie annexe et d'une gendarmerie. 
Au niveau éducation, on trouve trois écoles : Jean Monnet, Blanche Pierson, Adèle Ferrand ; le collège de Plateau Caillou ; le lycée général et technologique Évariste de Parny ; le lycée des métiers de l'hôtellerie de La Réunion Christian Antou et le centre de formation AFPAR - CFPA.
Dans le domaine culturel, une médiathèque du réseau de lecture publique de Saint-Paul y est installée et en décembre 2023, l'école artistique intercommunale de l'ouest EAIO a ouvert le centre artistique Françoise Lallemand.
Les équipements sportifs sont variés. On y trouve le centre nautique Josselyn Flahaut, le dojo David Douillet, un gymnase et un plateau sportif, plusieurs terrains de football, ainsi qu'un des plus grands skateparks de l'île. 
Le site est à proximité du viaduc de Saint-Paul, un ouvrage d'art qui constitue l'entrée de la route des Tamarins. Long de 756 mètres et large de 27 mètres, il relie par une 2x3 voies et selon une pente de 6 % l'étang de Saint-Paul à Plateau Caillou et est prolongé par un tunnel de 150 mètres dans la falaise.